# Epallage alma
Epallage alma är en trollsländeart som beskrevs av Selys 1879. Epallage alma ingår i släktet Epallage och familjen Euphaeidae. Inga underarter finns listade i Catalogue of Life.